# Hymenancora umbellifera
Hymenancora umbellifera är en svampdjursart som först beskrevs av Topsent 1904.  Hymenancora umbellifera ingår i släktet Hymenancora och familjen Myxillidae. Inga underarter finns listade i Catalogue of Life.